# 376
376 (CCCLXXVI) fue un año bisiesto comenzado en viernes del calendario juliano, en vigor en aquella fecha.
En el Imperio romano, el año fue nombrado el del consulado de Valente y Augusto, o menos comúnmente, como el 1129 Ab urbe condita, adquiriendo su denominación como 376 a principios de la Edad Media, al establecerse el anno Domini.

## Acontecimientos
- Los visigodos llegan al Danubio y piden entrar en el Imperio romano en su huida de los hunos.

## Fallecimientos
- San Vadim